# ARTCENA
ARTCENA est le Centre national des arts du cirque, de la rue et du théâtre.
Ce Centre est né en 2016 de l’alliance du Centre national du théâtre et du centre de ressources HorsLesMurs consacré au cirque et aux arts de la rue. Placé sous la tutelle du ministère de la Culture, ARTCENA accompagne les professionnels du spectacle vivant et le grand public.

## Historique
ARTCENA est une association loi de 1901 créée en 2016. Son Conseil d'administration est placé sous la présidence de Lionel Massétat. Pour être représentatif du milieu professionnel, son Conseil d'orientation regroupe différents organismes des arts de la rue, du cirque et du théâtre.

## Axes et missions
ARTCENA a pour but de regrouper les connaissances concernant le théâtre, le cirque et les arts de la rue et de les mettre à la disposition de tous par le biais d’une collecte documentaire ouverte au public. ARTCENA collabore avec la Bibliothèque nationale de France (BnF), les Archives du spectacle, le Centre national des arts du cirque (CNAC), l'Institut National de l'Audiovisuel (INA). Il propose des formations, des guides et des permanences pour accompagner les professionnels du spectacle dans la pratique de leur métier.
ARTCENA gère le dispositif national d’Aide à la création de textes dramatiques, le Grand Prix de Littérature dramatique et le Grand Prix de Littérature dramatique Jeunesse et coordonne programmes internationaux Circostrada et Contxto. ARTCENA coordonne la présence de la France à la Quadriennale de design et d’architecture théâtrale de Prague 2019.